# Pomnik Francesca Nulla
Pomnik Francesca Nulla – monument znajdujący się przy ul. Frascati u wylotu ul. Francesca Nulla, na skwerze batalionu AK „Miłosz” w Warszawie. Upamiętnia dowódcę oddziału włoskich ochotników, którzy wzięli udział w powstaniu styczniowym.

## Opis
Dwuipółmetrowy monument składa się z brązowego popiersia mężczyzny z brodą i wąsami, przytrzymującego prawą dłonią połę wojskowego płaszcza przerzuconego przez ramię, oraz cokołu wykonanego z szaro-czerwonawego granitu. 
Z tyłu pomnika umieszczono krótki biogram bohatera:

Ur. w Bergamo 11 marca 1826 r. Garibaldczyk. Bojownik o niepodległość i zjednoczenie Italii. Walczył za wolność Polski w Powstaniu Styczniowym i poległ w bitwie pod Krzykawką dnia 5 maja 1863 r.

Poniżej znajduje się napis informujący, że monument jest darem miasta Bergamo dla m.st. Warszawy (włoskie miasto przekazało popiersie), a autorem rzeźby jest Gianni Remuzzi.
Pomnik został odsłonięty w dniu 26 lutego 1939 przez hrabiego Galeazzo Ciano – włoskiego ministra spraw zagranicznych, zięcia Benito Mussoliniego, przebywającego w tym czasie z wizytą dyplomatyczną w Polsce. W uroczystości wzięła także udział delegacja Bergamo z burmistrzem tego miasta Carillo Pesenta Pigna. 
Monument został lekko uszkodzony w czasie II wojny światowej. Po konserwacji wykonanej w firmie brązowniczej Chojnackiego został ponownie ustawiony w obecnym miejscu w 1949.